# Amycus equulus
Amycus equulus là một loài nhện trong họ Salticidae.
Loài này thuộc chi Amycus. Amycus equulus được Eugène Simon miêu tả năm 1900.